# Ruta 9 (Uruguay)
Die Ruta 9 General Leonardo Olivera ist eine Fernstraße im Süden Uruguays.
Die als Corredor Internacional klassifizierte, 338 Kilometer lange Straße beginnt nahe Dr. Francisco Soca an der Ruta 8 und endet in Chuy. Auf ihrem Weg dorthin, der in einigen Kilometern Abstand größtenteils nahezu parallel zur uruguayischen Küstenlinie verläuft, führt sie durch Pan de Azúcar, San Carlos, Rocha, 19 de Abril und Castillos. Die Straße ist teilweise mautpflichtig.